# Lacapelle-Viescamp
Lacapelle-Viescamp é uma comuna francesa na região administrativa de Auvérnia-Ródano-Alpes, no departamento de Cantal. Estende-se por uma área de 15,64 km². Em 2010 a comuna tinha 530 habitantes (densidade: 33,9 hab./km²).